# The Ant Commandos
The Ant Commandos, Inc. (TAC) es una empresa de diseño, fabricación y distribución de periféricos y accesorios para videoconsolas basada en Chino (California).  Su producto bandera es la línea de guitarras controladoras para el videojuego musical de PlayStation 2, Guitar Hero.  
En 2006, RedOctane denunció "The Ant Commandos" por competencia deleal, violación de derechos de autor y de uso de marca registrada relacionado con sus guitarras controladoras para videojuegos.  
Posteriormente 'The Ant Commandos' anunció una contrademanda el 21 de septiembre de 2006 contra Activision Publishing, Inc. y RedOctane, Inc. denunciando que Activision y RedOctane copiaron el diseño y los signos distintivos de su dispositivo.  
Ambas demandas fueron resultas en diciembre de 2006, en un acuerdo por el cual TAC podía seguir vendiendo periféricos para Guitar Hero  
En 2007, Activision, empresa madre de RedOctane, volvía a demandar a TAC, así como a antiguos empleados y clientes de RedOctane, trajadores actuales de TAC, 
denunciando violación de derechos y apropación de secreto mercantil entre otros cargos.